# Associazione Sportiva Pro Piacenza 1919 2017-2018
Questa voce raccoglie le informazioni riguardanti l'Associazione Sportiva Pro Piacenza 1919 nelle competizioni ufficiali della stagione 2017-2018.

## Divise e sponsor
Lo sponsor tecnico per la stagione 2017-2018 è Mapsport. Lo sponsor ufficiale è BFT Burzoni mentre il co-sponsor (sui pantaloncini) è Corsiva.
| Casa | Trasferta | Terza divisa |

## Organigramma societario
Area direttiva
- Presidente: Alberto Burzoni
- Vice presidente: Piero Tacchini
- Direttore generale: Paolo Armenia
- Consigliere: Enrico Molinari

Area tecnica
- Allenatore: Fulvio Pea (fino al 15/04/18), Stefano Maccoppi (dal 15/04/18)
- Vice allenatore: Daniele Moretti (fino al 15/04/18), Settimio Lucci (dal 15/04/18)
- Preparatore atletico: Arturo Gerosa
- Preparatore dei portieri: Filippo Buscemi
- Responsabile settore giovanile: Daniele Moretti

Area tecnica
- Fisioterapista: Andrea Cervini

## Rosa
| N. |                          | Ruolo | Calciatore                |
| -- | ------------------------ | ----- | ------------------------- |
| 1  | Italia (bandiera)        | P     | Stefano Gori              |
| 2  | Italia (bandiera)        | D     | Andrea Calandra           |
| 3  | Italia (bandiera)        | D     | Nazzareno Belfasti        |
| 4  | Italia (bandiera)        | C     | Janis Cavagna             |
| 5  | Italia (bandiera)        | C     | Lorenzo Cesari            |
| 5  | Italia (bandiera)        | C     | Lorenzo Paramatti         |
| 7  | Italia (bandiera)        | A     | Ernesto Starita           |
| 8  | Spagna (bandiera)        | C     | Jonathan Aspas (capitano) |
| 9  | Italia (bandiera)        | A     | Ferdinando Mastroianni    |
| 10 | Italia (bandiera)        | A     | Danilo Alessandro         |
| 11 | Italia (bandiera)        | A     | Daniele Bazzoffia         |
| 11 | Liechtenstein (bandiera) | A     | Yanik Frick               |
| 13 | Italia (bandiera)        | D     | Matteo Abbate             |

| N. |                   | Ruolo | Calciatore        |
| -- | ----------------- | ----- | ----------------- |
| 17 | Italia (bandiera) | C     | Matteo Perrotti   |
| 18 | Italia (bandiera) | A     | Federico Avanzini |
| 19 | Italia (bandiera) | C     | Nicolas La Vigna  |
| 21 | Italia (bandiera) | C     | Gianluca Barba    |
| 22 | Italia (bandiera) | P     | Riccardo Bertozzi |
| 23 | Italia (bandiera) | D     | Giacomo Ricci     |
| 28 | Italia (bandiera) | A     | Simone Monni      |
| 29 | Italia (bandiera) | A     | Giovanni Abate    |
| 30 | Italia (bandiera) | D     | Matteo Battistini |
| 31 | Italia (bandiera) | D     | Michele Messina   |
| 32 | Italia (bandiera) | D     | Andrea Beduschi   |
| 33 | Italia (bandiera) | D     | Mauro Belotti     |

## Calciomercato

### Sessione estiva(dal 01/07 al 31/08)
| Acquisti | Acquisti               | Acquisti           | Acquisti   |
| R.       | Nome                   | da                 | Modalità   |
| -------- | ---------------------- | ------------------ | ---------- |
| P        | Stefano Gori           | Bari               | prestito   |
| D        | Matteo Abbate          | Piacenza           | definitivo |
| D        | Matteo Battistini      |                    | svincolato |
| D        | Andrea Beduschi        | Vicenza            | prestito   |
| D        | Nazzareno Belfasti     | Juventus           | prestito   |
| D        | Michele Messina        | Atalanta           | prestito   |
| D        | Giacomo Ricci          | Parma              | prestito   |
| C        | Janis Cavagna          | Juventus           | prestito   |
| C        | Lorenzo Cesari         | Cremonese          | prestito   |
| C        | Nicolas La Vigna       | Atalanta           | prestito   |
| A        | Giovanni Abate         |                    | svincolato |
| A        | Danilo Alessandro      | Virtus Francavilla | definitivo |
| A        | Ferdinando Mastroianni | Carpi              | prestito   |
| A        | Simone Monni           | Folgore Caratese   | svincolato |
| A        | Ernesto Starita        | Cesena             | prestito   |

| Cessioni | Cessioni             | Cessioni              | Cessioni      |
| R.       | Nome                 | a                     | Modalità      |
| -------- | -------------------- | --------------------- | ------------- |
| P        | Ermanno Fumagalli    | Piacenza              | svincolato    |
| D        | Gianluigi Bianco     |                       | svincolato    |
| D        | Francesco Bini       | Piacenza              | definitivo    |
| D        | Denny Cardin         |                       | svincolato    |
| D        | Pietro Manganelli    | San Donato Tavarnelle | svincolato    |
| D        | Dembel Sall          | Bari                  | fine prestito |
| D        | Ansoumana Sané       | Chievo                | fine prestito |
| C        | Michael Girasole     | Trapani               | svincolato    |
| C        | Kalagna Gomis        | Virtus Bergamo        | svincolato    |
| C        | Lorenzo Marchionni   |                       | svincolato    |
| C        | Mario Pugliese       | Atalanta              | fine prestito |
| C        | Riccardo Rossini     | Rende                 | svincolato    |
| A        | Fabio Cassani        |                       | svincolato    |
| A        | Gonzalo Martínez     |                       | svincolato    |
| A        | Riccardo Musetti     |                       | svincolato    |
| A        | Massimiliano Pesenti | Pontedera             | svincolato    |
| A        | Nicola Pozzi         |                       | svincolato    |

### Sessione invernale(dal 03/01 al 31/01)
| Acquisti | Acquisti          | Acquisti | Acquisti |
| R.       | Nome              | da       | Modalità |
| -------- | ----------------- | -------- | -------- |
| D        | Lorenzo Paramatti | Gubbio   | prestito |
| A        | Yanik Frick       | Livorno  | prestito |

| Cessioni | Cessioni          | Cessioni       | Cessioni      |
| R.       | Nome              | a              | Modalità      |
| -------- | ----------------- | -------------- | ------------- |
| C        | Lorenzo Cesari    | Cremonese      | fine prestito |
| C        | Matteo Perrotti   | Fiorenzuola    | prestito      |
| A        | Daniele Bazzoffia | Gubbio         | definitivo    |
| A        | Simone Monni      | Virtus Bergamo | definitivo    |

## Risultati

### Serie C

#### Girone d'andata
| Arbitro: | Marcenaro (Genova) |

|                                                  |           |           |
| La Vigna 50’ Starita 55’ Alessandro 90+2’ (rig.) | Marcatori | 69’ Perna |

| Arbitro: | Luciani (Roma 1) |

|            |           |  |
| Tavano 58’ | Marcatori |  |

| Arbitro: | Tursi (Valdarno) |

|           |           |                 |
| Barba 30’ | Marcatori | 83’ Fischnaller |

| Arbitro: | Marini (Trieste) |

|            |           |             |
| Vrioni 74’ | Marcatori | 12’ Belotti |

| 24 settembre 2017 5ª giornata Turno di riposo |  | – |  |  |

| Arbitro: | Vigile (Cosenza) |

|           |           |                                      |
| Barba 25’ | Marcatori | 14’ Ragatzu 63’ Ogunseye 90+5’ Feola |

| Arbitro: | Cosso (Reggio Calabria) |

|                 |           |  |
| Cenciarelli 77’ | Marcatori |  |

| Arbitro: | Feliciani (Teramo) |

|                |           |                 |
| Alessandro 23’ | Marcatori | 6’ Dell'Agnello |

| Arbitro: | D'Ascanio (Ancona) |

|                |           |  |
| Emmausso 90+2’ | Marcatori |  |

| Arbitro: | Gariglio (Pinerolo) |

|                                   |           |                                          |
| Belfasti 6’ Alessandro 59’ (rig.) | Marcatori | 44’ (rig.) Ceccarelli 79’ (aut.) Messina |

| Arbitro: | Proietti (Terni) |

|                                        |           |  |
| Murilo 46’ Doumbia 58’ Vantaggiato 79’ | Marcatori |  |

| Arbitro: | Acanfora (Castellammare di Stabia) |

|  |           |           |
|  | Marcatori | 64’ Frare |

| Arbitro: | Maranesi (Ciampino) |

|           |           |  |
| Barba 11’ | Marcatori |  |

| Arbitro: | Moriconi (Roma 2) |

|                 |           |              |
| Moscardelli 27’ | Marcatori | 70’ Belfasti |

| Arbitro: | Zufferli (Udine) |

|  |           |                                            |
|  | Marcatori | 45+2’ (rig.) Mannini 50’ Gucher 89’ Eusepi |

| Arbitro: | Gualtieri (Asti) |

|  |           |                |
|  | Marcatori | 87’ Alessandro |

| Arbitro: | Amabile (Vicenza) |

|                |           |                      |
| Alessandro 13’ | Marcatori | 66’ (rig.) Pederzoli |

| Arbitro: | Donda (Cormons) |

|  |           |                |
|  | Marcatori | 65’ Alessandro |

| Arbitro: | Pashuku (Albano Laziale) |

|                       |           |  |
| Alessandro 72’ (rig.) | Marcatori |  |

#### Girone di ritorno
| Arbitro: | Lorenzin (Castelfranco Veneto) |

|            |           |  |
| Perico 48’ | Marcatori |  |

| Arbitro: | Clerico (Torino) |

|  |           |             |
|  | Marcatori | 3’ Vassallo |

| Arbitro: | Curti (Milano) |

|                 |           |  |
| Fischnaller 78’ | Marcatori |  |

| Arbitro: | Di Cairano (Ariano Irpino) |

|                       |           |  |
| Alessandro 61’ (rig.) | Marcatori |  |

| 4 febbraio 2017 24ª giornata Turno di riposo |  | – |  |  |

| Olbia 11 febbraio 2018, ore 14:30 CET 25ª giornata | Olbia            | 0 – 0 referto | Pro Piacenza | Stadio Bruno Nespoli (958 spett.)\| Arbitro: \| Tursi (Valdarno) \| |
| Arbitro:                                           | Tursi (Valdarno) |               |              |                                                                     |

| Arbitro: | Annaloro (Collegno) |

|                                                |           |              |
| Musetti 38’ Alessandro 47’ (rig.) La Vigna 82’ | Marcatori | 87’ Atanasov |

| Arbitro: | Marini (Trieste) |

|                             |           |                                        |
| Zamparo 90+1’, 90+6’ (rig.) | Marcatori | 59’ (rig.), 78’ Alessandro 90+3’ Frick |

| Arbitro: | Mei (Pesaro) |

|  |           |             |
|  | Marcatori | 72’ Santini |

| Arbitro: | Sozza (Seregno) |

|                |           |  |
| Ceccarelli 58’ | Marcatori |  |

| Arbitro: | Viotti (Tivoli) |

|                                 |           |                        |
| Musetti 41’ Abate 44’ Barba 64’ | Marcatori | 74’ (rig.) Vantaggiato |

| Arbitro: | Massimi (Termoli) |

|            |           |                       |
| Grassi 18’ | Marcatori | 78’ (rig.) Alessandro |

| Arbitro: | Gariglio (Pinerolo) |

|                           |           |  |
| Giudici 19’ Caverzasi 66’ | Marcatori |  |

| Arbitro: | Capone (Palermo) |

|             |           |                                |
| Musetti 29’ | Marcatori | 26’ (rig.) Cutolo 59’ Semprini |

| Arbitro: | Pashuku (Albano Laziale) |

|                                            |           |                           |
| Filippini 52’ Masucci 85’ Di Quinzio 90+6’ | Marcatori | 83’ Paramatti 90+3’ Frick |

| Arbitro: | Camplone (Pescara) |

|             |           |                        |
| Musetti 72’ | Marcatori | 84’ Remedi 90’ Damonte |

| Arbitro: | Robilotta (Sala Consilina) |

|                       |           |  |
| Corazza 60’ Segre 80’ | Marcatori |  |

| Arbitro: | Maranesi (Ciampino) |

|                                                  |           |            |
| Mastroianni 24’ Barba 27’ La Vigna 29’ Ricci 63’ | Marcatori | 78’ Curcio |

| Arbitro: | De Tullio (Bari) |

|  |           |                                        |
|  | Marcatori | 42’, 60’ Starita 45+1’ Barba 88’ Ricci |

### Coppa Italia
| Arbitro: | Andreini (Forlì) |

|                                                      |           |           |
| Giacomelli 35’, 43’ Malomo 73’ De Giorgio 87’ (rig.) | Marcatori | 22’ Barba |

### Coppa Italia Serie C
| Arbitro: | Miele (Torino) |

|                                |           |  |
| Ravasio 54’ Sibilli 88’ (rig.) | Marcatori |  |

## Statistiche

### Statistiche di squadra
| Competizione         | Punti   | In casa | In casa | In casa | In casa | In casa | In casa | In trasferta | In trasferta | In trasferta | In trasferta | In trasferta | In trasferta | Totale | Totale | Totale | Totale | Totale | Totale | DR  |
| Competizione         | Punti   | G       | V       | N       | P       | Gf      | Gs      | G            | V            | N            | P            | Gf           | Gs           | G      | V      | N      | P      | Gf     | Gs     | DR  |
| -------------------- | ------- | ------- | ------- | ------- | ------- | ------- | ------- | ------------ | ------------ | ------------ | ------------ | ------------ | ------------ | ------ | ------ | ------ | ------ | ------ | ------ | --- |
| Serie C              | 39 (-2) | 18      | 7       | 4       | 7       | 24      | 22      | 18           | 4            | 4            | 10           | 14           | 21           | 36     | 11     | 8      | 17     | 38     | 43     | -5  |
| Coppa Italia Serie C | -       | 0       | 0       | 0       | 0       | 0       | 0       | 1            | 0            | 0            | 1            | 0            | 2            | 1      | 0      | 0      | 1      | 0      | 2      | -2  |
| Coppa Italia         | -       | 0       | 0       | 0       | 0       | 0       | 0       | 1            | 0            | 0            | 1            | 1            | 4            | 1      | 0      | 0      | 1      | 1      | 4      | -3  |
| Totale               | -       | 18      | 7       | 4       | 7       | 24      | 22      | 20           | 4            | 4            | 12           | 15           | 27           | 38     | 11     | 8      | 19     | 39     | 59     | -10 |

### Andamento in campionato
| Giornata  | 1 | 2 | 3 | 4 | 5  | 6  | 7  | 8  | 9  | 10 | 11 | 12 | 13 | 14 | 15 | 16 | 17 | 18 | 19 | 20 | 21 | 22 | 23 | 24 | 25 | 26 | 27 | 28 | 29 | 30 | 31 | 32 | 33 | 34 | 35 | 36 | 37 | 38 |
| --------- | - | - | - | - | -- | -- | -- | -- | -- | -- | -- | -- | -- | -- | -- | -- | -- | -- | -- | -- | -- | -- | -- | -- | -- | -- | -- | -- | -- | -- | -- | -- | -- | -- | -- | -- | -- | -- |
| Luogo     | C | T | C | T | -  | C  | T  | C  | T  | C  | T  | C  | C  | T  | C  | T  | C  | T  | C  | T  | C  | T  | C  | -  | T  | C  | T  | C  | T  | C  | T  | T  | C  | T  | C  | T  | C  | T  |
| Risultato | V | P | N | V | -  | P  | P  | N  | P  | N  | P  | P  | V  | N  | P  | V  | N  | V  | V  | P  | P  | P  | V  | -  | N  | V  | V  | P  | P  | V  | N  | P  | P  | P  | P  | P  | V  | V  |
| Posizione | 1 | 6 | 7 | 9 | 13 | 14 | 14 | 16 | 16 | 16 | 17 | 17 | 17 | 17 | 17 | 15 | 17 | 16 | 16 | 15 | 16 | 16 | 15 | 16 | 16 | 15 | 14 | 15 | 16 | 12 | 12 | 13 | 15 | 15 | 15 | 15 | 14 | 14 |

Legenda:

Luogo: C = Casa; T = Trasferta. Risultato: V = Vittoria; N = Pareggio; P = Sconfitta.